# Куковальская, Неля Михайловна
Неля Михайловна Куковальская (род. 1959) — украинский железнодорожник затем музейный работник, Заслуженный работник культуры Украины. Генеральный директор Национального заповедника «София Киевская»(2000—2012, 2015-). Председатель научного Музейно-экспертного совета Всеукраинской ассоциации музеев. Член-корреспондент Украинской академии архитектуры, член Национальной комиссии Украины по делам ЮНЕСКО, действительный член ICOMOS.

## Биография
В 1982 году закончила Московский институт инженеров железнодорожного транспорта.
С 2000 по 2012 год была генеральным директором Национального заповедника «София Киевская».
Пост директора заповедника Н. Куковальская получила вне конкурса от окружения Леонида Кучмы не предоставив даже базового соответствия должности — наличия подходящего образования. Впоследствии было выявлено, что назначенная на должность Неля Куковальская была в то время железнодорожником. И это при том, что руководить единственным на Украине заповедником ЮНЕСКО — «София Киевская» должен иметь образование историка или архитектора. Такое образование она получила заочно уже после нахождения на директорской должности.
Во время работы Куковальской директором «София Киевская», в 2006, за запущенность объекта предполагали исключить «Софию Киевскую» из списков ЮНЕСКО. Позже, в 2010 Куковальская, как директор заповедника «София Киевская», смогла согласовать в ЮНЕСКО строительство офисного центра по адресу переулок Рыльского, 4. Для работы с меценатами Неля Куковальская зарегистрировала Фонд развития национального заповедника «София Киевская», который находится на улице Горького в квартире её соседки, рядом с квартирой самой Нелли Михайловны. А сама Куковальская числится в этом фонде и директором, и бухгалтером. На имя Нели Куковальской зарегистрирован красный мерседес, правда на работу она ездит на «Дэу». 26 января 2012 года Куковальская была уволена по причине нецелевого расходования 1,6 миллиона гривен, выделенных на археологические раскопки на территории заповедника, а также самоличного вскрытия древнего саркофага Ярослава Мудрого без согласования с Министерством культуры. Содержание гробницы Куковальская отправила заграницу Куковальская проиграла суды всех инстанций в попытках восстановиться.
В 2013 году занималась организацией поиска останков Ярослава Мудрого.
С 2015 года — генеральный директор Национального заповедника «София Киевская». Назначение Куковальской на должность Генерального директора Национального заповедника «София Киевская» в 2015 году было сделано в обход конкурса лично министром Кириленко. Первое увольнение бывший директор заповедника Сердюк и назначение Куковальской было обжаловано в суде и Сердюк выиграла, и тогда смена директоров была сделана прямым обращение министра Вячеслава Кириленко. Коллектив Национального заповедника выступил против назначения Кувальской. Заместитель гендиректора с научно-фондовой работы Татьяна Люта заявила: «Согласно постановлению Кабмина, для назначения новых руководителей существует конкурсная программа. Но здесь она, как видим, была проигнорирована». По мнению «Левого берега» и «Цензор.нет»: «Куковальская в последнее время позиционировала себя как „жертва режима Януковича“. При этом она является яркой представительницей „русского мира“ в Украине».

## Уголовные дела
Прокуратура Шевченковского района Киева открыла уголовное дело по факту правонарушений Куковальской, а сама Куковальская проиграла суды всех инстанций в попытках восстановиться. Гендиректор научной работы Екатерина Липа: «На Куковальскую заведены три уголовных дела. По факту исчезновения археологических коллекций Заповедника, повреждения фресок в Михайловском Златоверхом соборе, а также — по факту незаконно снесенного имущества. Но даже несмотря на это, Минкульт считает нужным поставить её директором». Сама Куковальская заявила, что ни о каких уголовных делах против себя не знает.

## Критика
Николай Яковына, президент ИКОМОС Украины, заместитель министра культуры: «Считаю, что Неля Куковальская профессионально непригодна для работы в национальном заповеднике такого уровня. Чего стоит только скандал, в который она в своё время втянула Украину, подрядившись предоставлять экспонаты для выставки в Лувре под красноречивым названием „Святая Русь. От Киевской Руси до царской России (России Петра Великого)“». Николай Яковына отметил, что назначением Куковальская Минкультуры перечеркнет свои же декларации и дискредитирует процесс люстрации.
Гендиректор О. Сердюк: «В процессе бурной археологической деятельности в Крыму г-жа Куковальская не забывала и своих покровителей в России. Уникальные византийские свинцовые печати, моливдулы, найденные в Крепостной бухте Судака, были переданы в Государственный Эрмитаж якобы на реставрацию».

## Публикации
Принимала участие в ряде изданий:
- Національний заповідник «Софія Київська» : книга-альбом / авт.-упоряд. Ж. Арустам’ян [та ін.]; наук. ред. Н. Нікітенко; вступ. ст. Н. Куковальська. — К. : Мистецтво, 2004.. — 432 с.: іл.. — Бібліогр.: с. 26, 426—427.
- Національний заповідник «Софія Київська» / Н. Куковальська [та ін.]; заг. ред. Н. Куковальська; фотогр. О. Гончар [та ін.]. — К. : Балтія-Друк, 2009. — 224 с.: іл. — (Бібліотека «Софії Київської»). — Бібліогр.: с. 224.
- Національний заповідник «Софія Київська» = National conservation area «St. Sophia of Kyiv» / [Н. Куковальська та ін. ; під. заг. ред. Н. Куковальської]. — К. : Балтія-Друк, 2009.. — 222, [2] с. : фотогр. кольор. + дод. 1 листівка. — (Бібліотека «Софії Київської»). — Текст укр., рос.. — Бібліогр.: с. 224
- Михайлівський Золотоверхий монастир : іст. доля та мистец. спадщина / Н. М. Куковальська ; Нац. заповідник «Софія Київська». — К. : Горобець, 2011. — 55 с. : фотоіл. — (Бібліотека «Софії Київської»). — Бібліогр.: с. 53. — 3000 экз.
- Національний заповідник «Софія Київська» = National conservation area «St. Sophia of Kyiv» / [Н. Куковальська та ін. ; під заг. ред. Н. М. Куковальської]. — К. : Балтія-Друк, 2011.. — 224 с. : іл.. — Назва, текст парал. укр., англ.. — Бібліогр.: с. 224
- Таємниці гробниці Ярослава Мудрого (за результатами досліджень 2009—2011 рр.) / [Нікітенко Н. М. та ін. ; за наук. ред. Н. М. Нікітенко та В. В. Корнієнка ] ; Нац. акад. наук україни, Ін-т укр. археографії та джерелознав. ім. М. С. Грушевського. — К. : [б. в.], 2013.. — 173 с. : мал., фото. — Текст укр. та рос.

## Награды
- Заслуженный работник культуры Украины